# Pimelimyia semitestacea
Pimelimyia semitestacea är en tvåvingeart som först beskrevs av Villeneuve 1916.  Pimelimyia semitestacea ingår i släktet Pimelimyia och familjen parasitflugor. Inga underarter finns listade i Catalogue of Life.